# Montenegro de Cameros
Montenegro de Cameros est une commune espagnole de la province de Soria en Castille-et-León.